# Miranda (Mérida)
Miranda é um município da Venezuela localizado no estado de Mérida.
A capital do município é a cidade de Timotes.